# Paolo Del Brocco
Paolo Del Brocco (Roma, 18 novembre 1963) è un dirigente d'azienda, dirigente pubblico e produttore cinematografico italiano.
Amministratore delegato di Rai Cinema dal 2010, in precedenza era direttore generale.

## Biografia
Nato a Roma nel 1963, laureato in Economia e Commercio, è un manager cinematografico, giornalista pubblicista e docente universitario. Dal 1990 al 1991 lavora presso Esso Italiana SpA nell'area Business Evaluation della divisione Marketing. Entra in Rai nel 1991 a seguito di una selezione per laureati. Al termine di un periodo all'Ispettorato Generale della Direzione Generale, nel 1993 passa a Rai 2, dove si occupa di pianificazione di rete.
Nel 1994 è nella Direzione Gestione Diritti; Fiction: Produzione, Coproduzione, Appalti, per seguire le attività di controllo budgetario, e l'anno successivo arriva nella Pianificazione e Analisi Gestionale di Rai Cinemafiction con la responsabilità di coordinare l'applicazione dei sistemi di controllo di gestione. Nel 1998 è nella Segreteria del Consiglio di Amministrazione, un anno dopo è dirigente nella struttura Acquisto Fiction, Produzione Cinema e Vendita Prodotti. Nel 2000, alla nascita di Rai Cinema Spa, è Responsabile dell'area Amministrazione Finanza e Controllo della nuova azienda. Nel 2007 è nominato Direttore Generale di Rai Cinema e, dal 2010, è Amministratore Delegato.
È stato Consigliere di Amministrazione dell'Accademia delle Belle Arti di Urbino (dal 1993 al 1999), Consigliere di Amministrazione della società 01 Distribution (dal 1998 al 2001) e membro del comitato di indirizzo della Casa del Cinema di Roma. Dal 2010 è membro della giunta Anica. Ha insegnato management di cinema e tv presso la facoltà di Scienze della Comunicazione dell'Università La Sapienza e presso l'Università LUISS di Roma e l'Università Ca'Foscari di Venezia. Dal 2016 è membro del Consiglio di Amministrazione U.S. Lecce SpA. Nell'aprile 2019 il Bif&st-Bari International Film Festival gli ha conferito il Federico Fellini Platinun Award for Cinematic Excellence. Nel 2019, durante la consueta cerimonia presso il Parlamento Europeo di Bruxelles  African Fashion Gate gli conferisce il Premio la Moda Veste la Pace.
È attualmente membro dell'Academy of Motion Picture Arts and Sciences.

## Filmografia
- Sotto le nuvole, regia di Gianfranco Rosi (2025)
- Le Déluge - Gli ultimi giorni di Maria Antonietta (Le Déluge), regia di Gianluca Jodice (2024)
- I dannati (The Damned), regia di Roberto Minervini (2024)
- Another End, regia di Piero Messina (2024)
- Succede anche nelle migliori famiglie, regia di Alessandro Siani (2024)
- Pare parecchio Parigi, regia di Leonardo Pieraccioni (2023)
- Finalmente l'alba, regia di Saverio Costanzo (2023)
- Io capitano, regia di Matteo Garrone (2023)
- La Chimera, regia di Alice Rohrwacher (2023)
- Comandante, regia di Edoardo De Angelis (2023)
- Lubo, regia di Giorgio Diritti (2023)
- Felicità, regia di Micaela Ramazzotti (2023)
- Diabolik - Chi sei?, regia dei Manetti Bros. (2023)
- Rapito, regia di Marco Bellocchio (2023)
- Mixed by Erry, regia di Sydney Sibilia (2023)
- La bella stagione, regia di Marco Ponti (2022)
- Diabolik - Ginko all'attacco!, regia dei Manetti Bros. (2022)
- Er gol de Turone era bono, regia di Francesco Miccichè e Lorenzo Rossi Espagnet (2022)
- La stranezza, regia di Roberto Andò (2022)
- L'ombra di Caravaggio, regia di Michele Placido (2022)
- In viaggio, regia di Gianfranco Rosi (2022)
- Dante, regia di Pupi Avati (2022)
- Il colibrì, regia di Francesca Archibugi (2022)
- Il signore delle formiche, regia di Gianni Amelio (2022)
- Leonora addio, regia di Paolo Taviani (2022)
- Diabolik, regia dei Manetti Bros. (2021)
- Freaks Out, regia di Gabriele Mainetti (2021)
- Qui rido io, regia di Mario Martone (2021)
- Ariaferma, regia di Leonardo Di Costanzo (2021)
- Tre piani, regia di Nanni Moretti (2021)
- Notturno, regia di Gianfranco Rosi - documentario (2020)
- Favolacce, regia di Damiano D'Innocenzo e Fabio D'Innocenzo (2020)
- Gli anni più belli, regia di Gabriele Muccino (2020)
- Hammamet, regia di Gianni Amelio (2020)
- The Staggering Girl, regia di Luca Guadagnino (2019)
- Pinocchio, regia di Matteo Garrone (2019)
- Il peccato - Il furore di Michelangelo, regia di Andrey Konchalovskiy (2019)
- Chiara Ferragni- Unposted, regia di Elisa Amoruso (2019)
- Martin Eden, regia di Pietro Marcello (2019)
- L'ufficiale e la spia, regia di Roman Polanski (2019)
- 5 è il numero perfetto, regia di Igor Tuveri (2019)
- Il traditore, regia di Marco Bellocchio (2019)
- Il primo re, regia di Matteo Rovere (2019)
- Una storia senza nome, regia di Roberto Andò (2018)
- Opera senza autore, regia di Florian Henckel von Donnersmarck (2018)
- Dogman, regia di Matteo Garrone (2018)
- Lazzaro felice, regia di Alice Rohrwacher (2018)
- A casa tutti bene, regia di Gabriele Muccino (2018)
- Ammore e malavita, regia di Manetti Bros. (2017)
- Una famiglia, regia di Sebastiano Riso (2017)
- Il colore nascosto delle cose, regia di Silvio Soldini (2017)
- Gatta Cenerentola, regia di Alessandro Rak, Ivan Cappiello, Marino Guarnieri e Dario Sansone (2017)
- Una famiglia, regia di Sebastiano Riso (2017)
- Nico, 1988, regia di Susanna Nicchiarelli (2017)
- Ella & John - The Leisure Seeker, regia di Paolo Virzì (2017)
- Fai Bei sogni, regia di Marco Bellocchio (2016)
- Fuocoammare, regia di Gianfranco Rosi (2016)
- Il racconto dei racconti, regia di Matteo Garrone (2015)
- Torneranno i prati, regia di Ermanno Olmi (2014)
- Il giovane favoloso, regia di Mario Martone (2014)
- Le meraviglie, regia di Alice Rohrwacher (2014)
- Il capitale umano, regia di Paolo Virzì (2013)
- Sacro GRA, regia di Gianfranco Rosi (2013)
- Reality, regia di Matteo Garrone (2012)
- Cesare deve morire, regia di Paolo Taviani e Vittorio Taviani (2012)
- Noi credevamo, regia di Mario Martone (2010)

## Riconoscimenti
- Nastri d'argento 2018 – Miglior produttore per Dogman
- Federico Fellini Platinum Award for Cinematic Excellence
- Ciak d'oro 2013 – Miglior produttore per L'intervallo[2]
- Ciak d'oro 2018 – Miglior produttore per Gatta Cenerentola[3]
- 2020 presso il Parlamento Europeo di Bruxelles gli è conferito il Premio la Moda Veste la Pace su proposta di African Fashion Gate ApS.[1]